# 四月革命 (韓国)
四月革命（しがつかくめい）とは、1960年3月に行われた第4代大統領選挙（3.15不正選挙）における李承晩による大規模な不正選挙に反発した学生や市民による民衆デモにより、当時、第四代韓国大統領の座にあった李承晩が下野した事件。
最も大規模なデモが発生した日が4月19日であったことから、4.19革命（サイルグヒョンミョン、4·19혁명）、4.19（サイルグ、사일구）、4.19学生革命とも言う。
朝鮮民主主義人民共和国（北朝鮮）では4月人民蜂起（サウォルインミンボンギ、4월인민봉기）と呼称される。

## 4月革命前の状況
1960年3月に行われた大統領選挙の焦点は当時既にかなりの高齢（当時84歳）であった李承晩の後継問題にあった。1956年の大統領選挙では、野党・民主党の大統領候補・申翼煕が遊説中急逝し、大統領は与党の李承晩候補が棚ぼた的に勝利したものの、副大統領選挙については民主党の張勉候補が弔い票などを集め自由党の李起鵬候補を押さえて当選し、政権内に与野党が共存するねじれ現象がおきた。そのため李承晩は自由党の政権継続を確固たるものとすべく、四捨五入改憲など、大統領権限の強化と張勉副大統領への干渉・進歩党事件など民衆運動の弾圧を行い、独裁色を強めた。

### 3.15不正選挙
大統領選挙で自由党は李承晩大統領を正大統領候補、李大統領側近の李起鵬を副大統領候補に擁して選挙戦に臨んだ。一方、野党である民主党は趙炳玉と張勉を正副大統領候補に擁して選挙戦を戦ったが、選挙運動最中の2月15日に趙炳玉が死去、李承晩の4選は半ば確実となった。しかし、副大統領選挙は張が優勢なまま選挙戦が進み、前回大統領選同様に与野党で正副大統領を分け合う事態が再来し兼ねなかった。このため政府・与党は官僚機構や御用組織・暴力団まで動員して全力を尽くした不正選挙を行い、李起鵬を当選させるまでこぎつけた。これに対し民主党は投票締め切り30分前に、本選挙は不正選挙で無効であることを宣言した。

### 3・15馬山事件
3月15日の大統領選挙投票日当日、慶尚南道馬山（マサン、現・昌原市）で、民主党側の投票立会人が強制的に投票所から追い出されたことをきっかけに、学生と市民が大統領選の無効を主張して街頭デモを起こした。これに対し警察はデモ参加者に無差別発砲してデモ鎮圧を図り、8名が死亡、50名余が負傷し、デモは鎮圧された（第一次馬山事件、韓国では馬山義挙とも呼称される）。しかし、このデモに参加して行方不明となっていた馬山商業高校学生の金朱烈（キム・ジュヨル）が27日後の4月11日、馬山沖の海上で目に催涙弾が突き刺さった遺体となって発見されたことをきっかけに学生･市民が再び街頭デモを展開、反政府機運が高まった（第二次馬山事件）。馬山事件は全国の学生達の李承晩政権に対する反感を一層強めた。後に馬山事件3・15義挙は国家記念日に制定されることとなる。

### 4月18日高麗大デモ

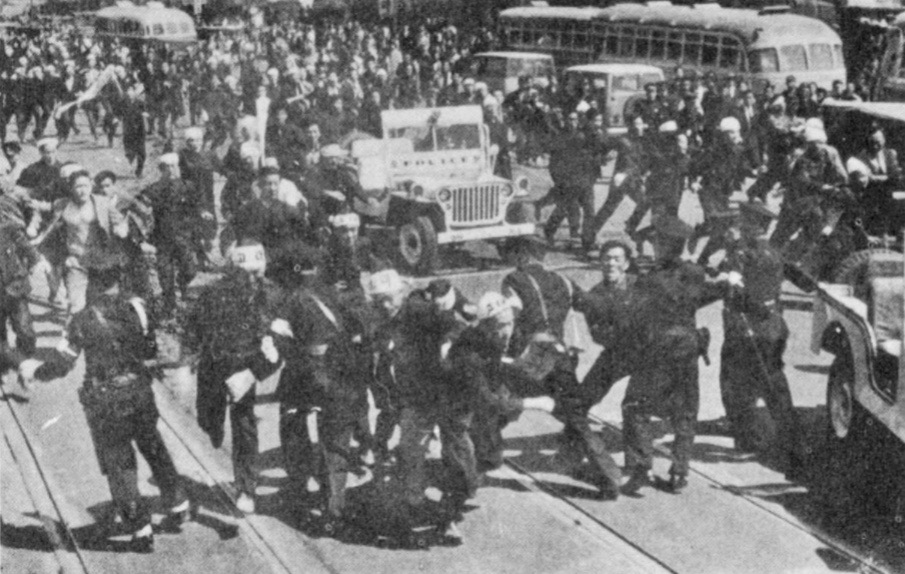
高麗大学校の学生によるデモ（1960年4月18日）

第2次馬山事件をきっかけに各地で学生によるデモが発生し、4月18日には首都ソウル市においても高麗大学校の学生約3,500名が馬山事件で逮捕された学生の釈放と学園の自由などを求めて市街地をデモ行進した。その後、デモ隊は国会議事堂（旧京城府民館）前で座り込みをした後、午後7時頃には大学に戻り始めていた。そしてデモ隊が鍾路4街付近に差し掛かった時、景武台の警護責任者である郭永周から指令を受けた政治ゴロである李丁載や林和秀などの息がかかった暴徒100名余りがデモ隊に襲いかかり、約20名余りの学生が重軽傷を負う事態となった。学生デモに対する暴徒の襲撃は学生や市民の強い反発を招く結果となり、4月革命の直接的な契機となった。

## 4月革命

### 4月19日学生デモ

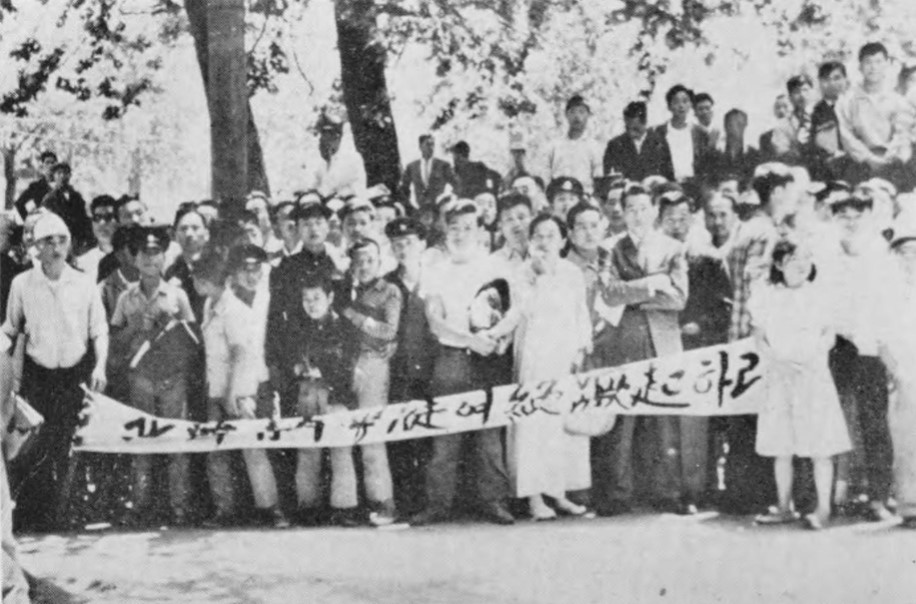
大学生の総決起を支持する民衆。

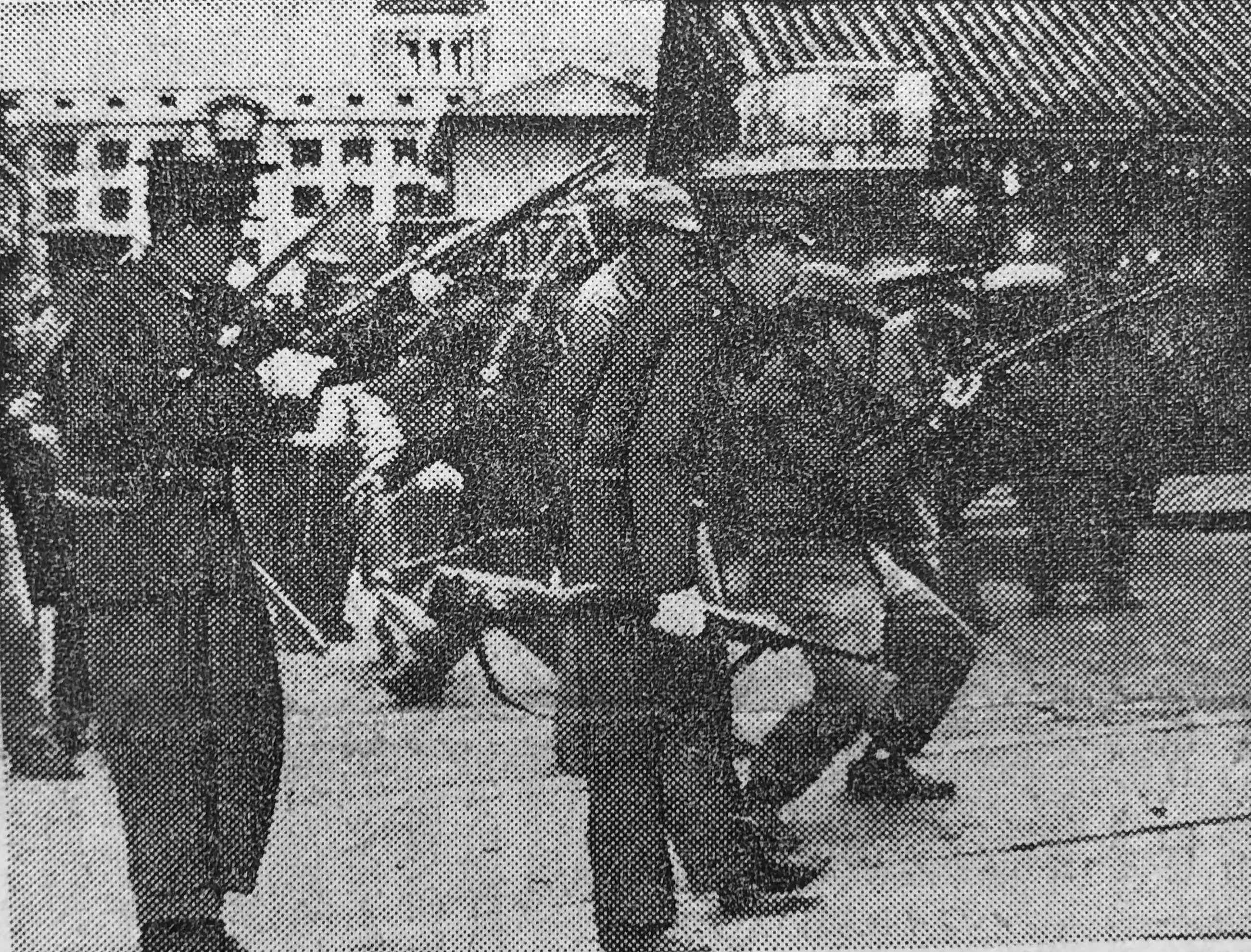
ソウルの官庁街付近でデモ隊に発砲する警官隊。

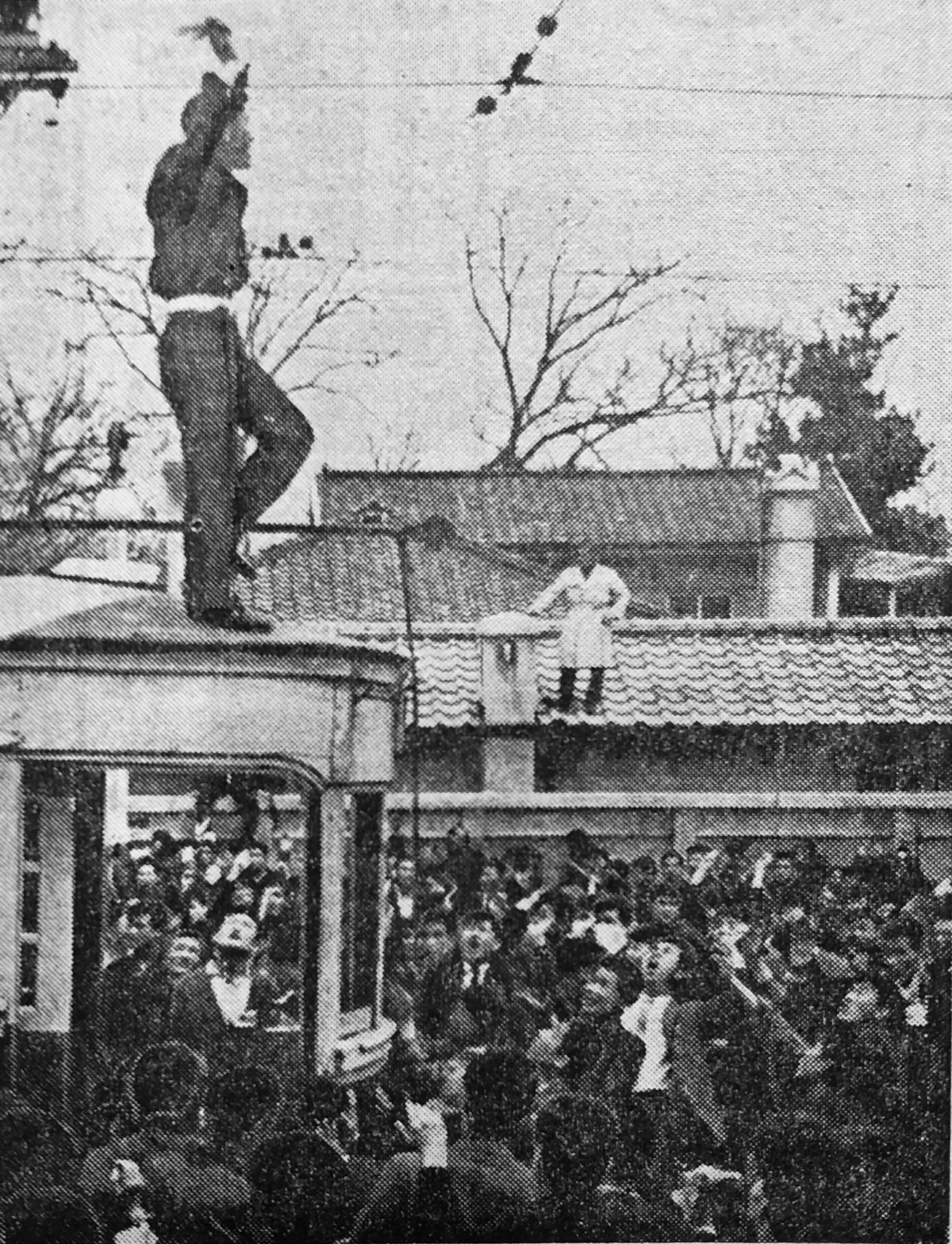
市電の上に立つデモ指導者とそれを取り囲む学生ら。

4月18日の高麗大生デモが行われた翌19日、ソウル大学を初め延世大学校や中央大学校などソウル市内の大学生数万名が決起し、デモ行進を行った。そして同日正午には、大統領官邸である景武台を包囲し、一部のデモ隊は副大統領候補で李承晩大統領の側近である李起鵬の自宅を占拠した。デモには中学高校生や一部市民も参加し午後2時半頃までにはデモ隊の規模は20万名余りにふくれあがり、李承晩大統領の退陣と不正選挙無効のスローガンを叫んだ。
デモ隊に対し警察は、景武台や中央庁付近で無差別発砲を行い多数の死傷者が出た。これに激高した一部のデモ隊は市内各所の警察官派出所、与党系の新聞であるソウル新聞社屋、反共会館（3・15不正選挙において前衛隊の役割を担った大韓反共青年団の本部が置かれていた）を焼打した。デモはソウルのみならず全国各地に波及し、釜山や光州、大邱、清州、仁川など各地方都市でもそれぞれ数千名余りの学生デモ隊が警官隊と衝突した。
全国各地で発生したデモによる犠牲者の数は死者183人・負傷者6,259人に登った。これに対し李政権は19日午後5時を期してソウル・釜山・大邱・光州の各都市に戒厳令を布告したが、軍は政治的中立を維持、デモ隊鎮圧のための積極的行動は行わなかった。

### 4月25日教授団デモ
4・19デモ翌々日の4月21日、国務委員（閣僚）と自由党党務委員が4・19デモの責任を取る形で一括して辞表を提出した。そして23日には副大統領選挙の当選者である李起鵬が当選辞退を考慮する旨を表明、同じ日には張勉副大統領が辞任を表明した。こうした状況下の4月25日、ソウル大学に全国27大学の教授400余名が集結し、大統領と国会議員、最高裁判事の辞任、正副大統領再選挙の実施、不正選挙の処断を求める時局宣言文を採択後、「4・19義挙で倒れた学生の血に報いよ」という横断幕を掲げて、デモ行進を行った。この教授団デモは混乱もなく平和的に行われ、これに刺激された学生たちによる反政府デモは再び活発化することになった。

### 4・26デモと李承晩大統領辞任
教授団デモの翌4月26日、学生と市民は「再選挙の実施」「現政権の退陣」などのスローガンを叫びながらデモ行進を開始した。その規模は数万名にふくれあがり、世宗路、国会議事堂そして光化門一帯を埋め尽くした。そしてパゴダ公園に立てられていた李承晩大統領の銅像がデモ隊によって引きずり倒された。
こうした事態に国防部長官金貞烈や許政外相が李大統領に対して辞任を説得、26日に宋尭讃戒厳司令官（陸軍参謀総長）の仲介によって実現した大統領とデモ隊代表による会談の場において下野することを表明、同日午前10時頃にラジオを通じて辞任を発表した。そして国会では午後緊急本会議を開き李大統領の下野を要求する決議案を満場一致で可決、翌27日に李大統領は公報室を通じて辞任を正式発表し国会に辞表を提出、直ちに受理され、12年間の独裁に幕が下ろされた。

## 4月革命後

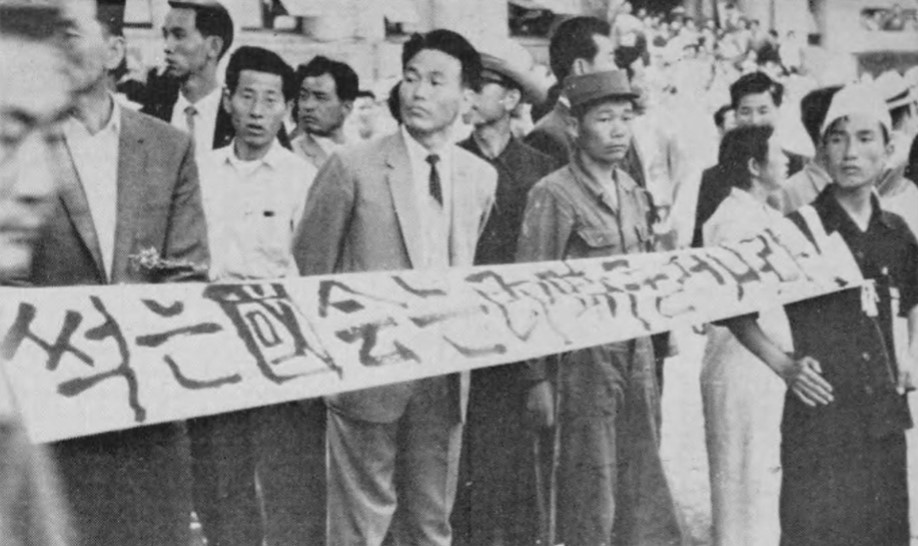
第4代国会の即時解散を要求する民衆。

大統領辞任後、李大統領夫妻は梨花荘（李承晩の私邸）に居を移した後、5月29日に夫妻揃ってハワイへと亡命した。一方、李起鵬は景武台内の女性秘書官舎に身を隠していたが4月28日に一家心中という悲惨な結果となった。また、不正選挙に関連した閣僚9人、自由党幹部13人が逮捕された。デモ隊へ向けての発砲を命じた崔仁圭内務長官、郭永周大統領警護室長や暴力団幹部らは死刑になった。
この革命の後、4月24日に李大統領によって外相に任命された許政を首班とする暫定政府が4月28日に発足し、同年6月15日に議院内閣制を採った第二共和国憲法が成立した。7月の議会選挙では李大統領に反発していた民主党が大勝を収めて議会第一党の座を勝ち取り、8月には尹潽善が大統領に、張勉が政府の首班である国務総理にそれぞれ就任して本格的に第二共和国体制が開始された。
しかし与党となった民主党内部では尹大統領が属する旧派と張国務総理が属する新派による政治内紛が深刻化し、第二共和国の政権基盤は著しく弱体化・腐敗化していった。加えて経済状況は停滞した上、李大統領による抑圧から解放された国民による政治活動（特に4月革命の立役者となった学生集団と左翼活動家がその多くを占めた）が活発化し、韓国全土でデモの嵐が吹き荒れるようになる。更には学生運動がこの勢いに乗って南北統一を志向し始めたため、これらの動きに韓国軍が危機感を抱くようになった。
結局1961年5月、朴正煕少将や金鍾泌中佐など陸軍士官学校8期生が中心となって5・16軍事クーデターが勃発し、第二共和国体制は一年足らずで崩壊した。

## 関連施設と記録
1963年、ソウル特別市江北区に国立4.19民主墓地が開園し、1990年代の拡張工事により4万坪の広大な敷地となった。犠牲者の墓地としてだけでなく、四月革命の記念塔や記念館なども建立されるなど四月革命を後世に伝える役割を果たしている。最寄はソウル軽電鉄牛耳新設線の4.19民主墓地駅。
2023年、4・19革命のアーカイブは世界の記憶に登録された。